# If I Die Tomorrow
If I Die Tomorrow è un singolo della band statunitense Mötley Crüe dell'album Red, White & Crüe del 2005.

## Formazione
- Vince Neil - voce
- Mick Mars - chitarra
- Nikki Sixx - basso
- Tommy Lee - batteria